# Domino Effect
Albums de Gotthard
Made In Switzerland - Live in Zurich
(2006) Need to Believe
(2009)
Singles
1. The Call
Sortie : avril 2007

Domino Effect est le huitième album studio du groupe de hard rock suisse Gotthard. Il est paru le 27 avril 2007 sur le label allemand Nuclear Blast.

## Historique
Cet album a été enregistré dans le studio du groupe à Lugano et produit par Leo Leoni et Ronald Prent. Il entra directement à la première place des charts suisses et sera certifié disque de platine dans ce pays. En septembre 2007, l'album sortira aux États-Unis
Un seul single, "The Call", sera tiré de cet album et fera l'objet d'un clip vidéo.
Cet album fera l'objet d'une tournée de promotion qui passera notamment par la Russie, la Corée du Sud, le Japon et l'Europe.
Certaines versions de l'album proposent un titre bonus inédit,"Can't Be the Real Thing" (Russie, Europe) et "Superman" (Japon). L'album sortira aussi sous forme de double Cd, "Domino Effet Tour Ltd Edition" avec un Cd de titres enregistrés en acoustique le 27 juillet 2007 dans l'émission "Kopfhörer" de la radio allemande SWR1.

## Liste des titres

### Version originale
| No  | Titre                        | Auteur                                          | Durée |
| --- | ---------------------------- | ----------------------------------------------- | ----- |
| 1.  | Master of Illusion           | Leo Leoni, Steve Lee, Freddy Scherer, Danny Lee | 3:56  |
| 2.  | Gone Too Far                 | Leoni, Lee                                      | 3:55  |
| 3.  | Domino Effect                | Leoni, Lee, Scherer, Thomander, Wikstroem       | 3:47  |
| 4.  | Falling                      | Leoni                                           | 3:35  |
| 5.  | The Call                     | Leoni, Lee, Scherer                             | 3:55  |
| 6.  | The Oscar Goes to...         | Leoni, Lee, Scherer, Thomander, Wikstroem       | 4:21  |
| 7.  | The Cruiser (Judgement Day)  | Leoni, Lee, Scherer, D. Lee                     | 4:25  |
| 8.  | Heal Me                      | Leoni, Lee                                      | 3:47  |
| 9.  | Letter to a Friend           | Leoni, Lee                                      | 3:54  |
| 10. | Tommorow's Just Begun        | Leoni, Lee                                      | 4:01  |
| 11. | Come Alive                   | Leoni, Lee, Thomander, Wikstroem                | 3:51  |
| 12. | Bad to the Bone              | Leoni, Lee                                      | 3:40  |
| 13. | Now                          | Leoni, Lee, Scherer                             | 4:12  |
| 14. | Where Is Love When It's Gone | Leoni, Lee, Thomander, Wikstroem                | 4:11  |

### Version "Domino Effect Ltd Tour Edition"

#### Cd bonus
- Show acoustique enregistré dans les studios de la radio allemande SWR1 le 27 juillet 2007.

| No | Titre             | Auteur                                      | Durée |
| -- | ----------------- | ------------------------------------------- | ----- |
| 1. | Hurry             | Leoni, Lee, Chris Von Rohr, Vic Vergeat     | 4:16  |
| 2. | Let It Be         | Leoni, Lee                                  | 5:31  |
| 3. | Come Alive        | Leoni, Lee, Thomander, Wikstroem            | 4:19  |
| 4. | One Life One Soul | Leoni, Lee, Von Rohr                        | 4:27  |
| 5. | Lift U Up         | Leoni, Lee, Thomander, Wikstroem, Applegate | 4:11  |
| 6. | Hush              | Joe South                                   | 5:34  |

## Musiciens du groupe
- Steve Lee: chant
- Leo Leoni: guitares, chœurs
- Marc Lynn: basse
- Hena Habegger: batterie, percussions
- Freddy Scherer: guitares, chœurs

## Musiciens additionnels
- Chung Gao: violon sur "Falling"
- Ceck Formanti: tropmette sur "Falling"
- Lino Rigamonti: accordéon sur "Where Is Love When It's Gone"
- Flavio Hochtrasser: chœurs sur les titres 3, 8, 11, 12, 13 & 14
- Danny Lee: chœurs sur les titres 8, 11, 12 & 13
- Ellen Ten Damme: chœurs sur les titres 3 & 11
- Anders Wikstroem: chœurs sur "Domino Effect"

## Charts & certification
| Pays      | Durée du classement | Meilleur classement |
| --------- | ------------------- | ------------------- |
| Allemagne | 7 semaines          | 22e                 |
| Autriche  | 2 semaines          | 33e                 |
| Suisse    | 34 semaines         | 1er                 |

| Pays   | Ventes   | Certification | Date |
| ------ | -------- | ------------- | ---- |
| Suisse | 30 000 + | Platine       | 2007 |

Chart single
| Date          | Single   | Chart                        | Durée du classement | Position |
| ------------- | -------- | ---------------------------- | ------------------- | -------- |
| 15 avril 2007 | The Call | Suisse (Schweizer Hitparade) | 12 semaines         | 17e      |